# 韦旻
韦旻，邕州上林（广西上林县）人，北宋隐士。
韦旻闭门读书，博学多才，无所不通，乡人把他看作书楼。宋哲宗元祐年间多次应举不第，于是在罗洪洞隐居。据山林泉石之胜而读书，自称白云先生。他善于善养生，年寿至百余岁。留有诗作《和陶弼思柳亭韵》：“白云叆叆结相缘，半夜镆锵舞醉仙。五百年来得书记，罗洪溪畔浴沂年。”